# Jenő Schönberger
Jenő Schönberger (ur. 18 czerwca 1959 w Turulung) – rumuński Węgier, duchowny katolicki, biskup Satu Mare od 2003 roku.

## Życiorys
Święcenia kapłańskie otrzymał 23 czerwca 1985 i został inkardynowany do diecezji Satu Mare. Pracował przede wszystkim w duszpasterstwie parafialnym, był także ojcem duchownym i wykładowcą w seminarium w Alba Iulia oraz koordynatorem przygotowań do obchodów 200-lecia diecezji.

### Episkopat
30 kwietnia 2003 papież Jan Paweł II mianował go biskupem ordynariuszem diecezji Satu Mare. Sakry biskupiej udzielił mu 21 czerwca 2003 abp György Jakubinyi.